# Beurey-Bauguay
Beurey-Bauguay ist eine französische Gemeinde mit 120 Einwohnern (Stand 1. Januar 2022) im Département Côte-d’Or in der Region Bourgogne-Franche-Comté. Sie gehört zum Kanton Arnay-le-Duc und zum Arrondissement Beaune.
Nachbargemeinden sind Chailly-sur-Armançon im Norden, Arconcey im Osten, Allerey im Süden sowie Sussey und Marcilly-Ogny im Westen.

## Bevölkerungsentwicklung
| Jahr                       | 1962 | 1968 | 1975 | 1982 | 1990 | 1999 | 2008 | 2015 |
| -------------------------- | ---- | ---- | ---- | ---- | ---- | ---- | ---- | ---- |
| Einwohner                  | 123  | 123  | 100  | 80   | 86   | 91   | 136  | 136  |
| Quellen: Cassini und INSEE |      |      |      |      |      |      |      |      |

## Sehenswürdigkeiten
- Siehe auch: Liste der Monuments historiques in Beurey-Bauguay

|  |